# Lóránt Kovács
Lóránt Kovács (Târgu Mureș, 6 giugno 1993) è un calciatore rumeno, centrocampista del Csíkszereda.